# 戈特弗里德 (奧地利-托斯卡納)
戈特佛萊德（德語：Gottfried，1902年3月14日—1984年1月21日），托斯卡納大公繼承人，末代托斯卡納大公費迪南多四世的孫子。

## 家庭
1938年，戈特佛萊德與巴伐利亞王子法蘭茲的女兒多蘿西亞（Dorothea）結婚，兩人共有1子3女：
1. 伊莉莎白（1939年出生）
2. 愛麗絲（1941年出生）
3. 利奧波德·法蘭茲（1942年出生），托斯卡納大公繼承人
4. 瑪麗亞·安東妮亞（1950年出生）